# Broken Hearts (počítačová hra)
Broken Hearts je česká freewarová RPG hra. Je považována za jednu z nejlepších českých freewarovek. Autorem je vývojář her známý pod přezdívkou Rebel. Hra byla vytvořena v programu RPG maker. Na konci roku 2009 Rebel vydal hru Forbidden Saga, která je nepřímým pokračováním Broken hearts (hra se původně měla jmenovat Broken Hearts 2 a navíc se zde objevil hlavní hrdina původní BH).

## Příběh
Hra sleduje osude ishbalského vojáka Chrona. Ten byl od smrti svého otce vychováván generálem Crostem. Chrono tak vyrůstal v kasárnách. Později se účastnil vojenských akcí a vypracoval se na důstojníka. Situace se změní poté, co je se svou jednotkou "Overkills" vyslán proti vesnici Xenotime a celou ji vypálí. Chrono začíná pochybovat, zda dělá správnou věc, ale je odhodlaný nezradit Ishbal a bojovat dále za svou zem.

## Postavy

### Chrono
Hlavní hrdina hry. Když byl dítětem, zemřeli mu oba rodiče a od té doby je vychováván Crostem, přítelem svého otce. Je velitelem jednotky Overkills. Objevil se i ve hře Forbidden Saga jako Easter Egg.

### Azmaria
Dívka z vesnice Austen. Austen patří k Arcadijskému království, které je ve válce s Ishbalem. Azmaria se starala o Chrona, když byl zraněn a ztratil paměť.

### Rythuo
Ishbalský plukovník. Chrona zpočátku neměl příliš v lásce, ale během války s Arcadií je jeho věrnost k Ishbalu otřesena. Rozhodne se válku ukončita a věří že Chrono bude jeho spojencem v tomto cíli.

### Crost
Ishbalský generál a později panovník. Vychoval Chrona po smrti jeho rodičů. Je velmi ambiciózní. Díky tomu přivede Ishbal do mnoha válek, které téměř vedou k zničení Ishbalu.

### Crysta
Důstojnice ishbalské armády. Je zamilovaná do Chrona, ale ten ji odmítá. Společně pracovali na několika misích.

### Berion
Hlavní záporná postava hry. Berion je přesvědčen, že lidstvo je zkažené a je nutné jej zničit. Jde o velmi silného anděla, přesvědčeného že dělá správnou věc.

## Bugy ve hře
Ve hře se vyskytuje několik programátorských chyb. Řešení těchto chyb napsal autor v diskuzi na freegame.cz.

## Zajímavosti
Ve hře je spousta odkazů na různá anime, či sérii Final Fantasy. Například hlavní hrdina se jmenuje stejně jako hrdina anime seriálu Chrono Crusade a má faceset (obrázek obličeje) patřící Vincentu Valentine z Final Fantasy VII. Jedno z království se jmenuje Ishbal, který je původně z Fullmetal Alchemist. Z Fullmetal Alchemist a Chrono Crusade má hra také hudbu. Tu si však propůjčila i z anime X, Get Backers a jiných.